# Santa Maria del Rosario

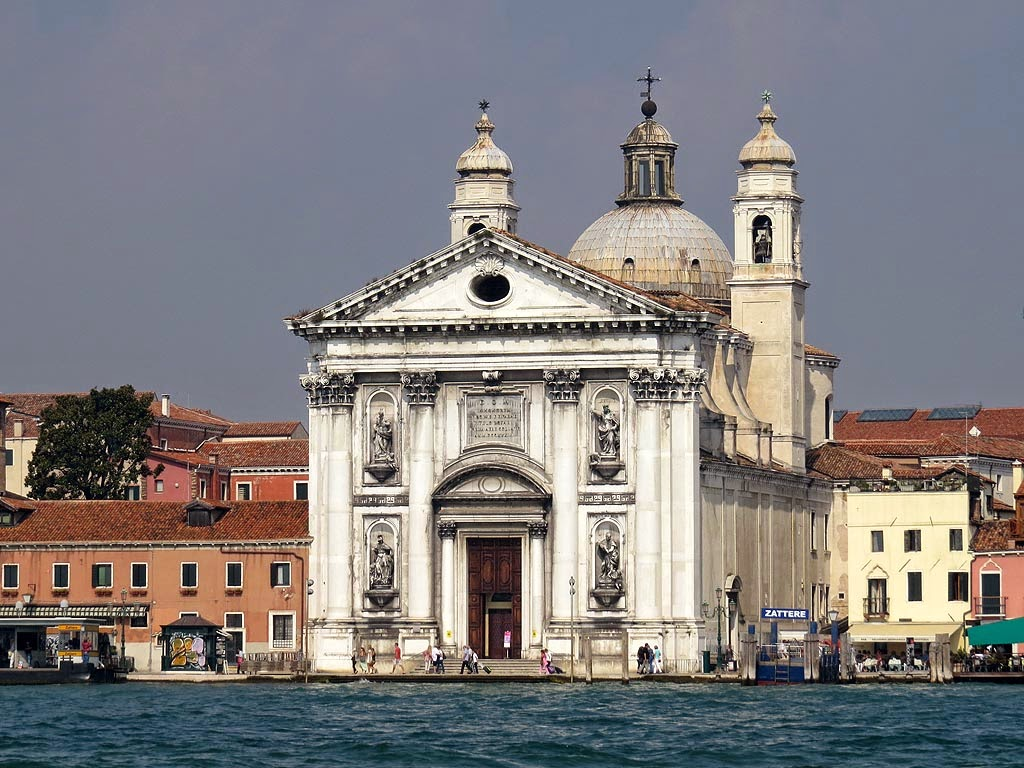
Fassade der Kirche I Gesuati am Giudecca-Kanal in Venedig

Santa Maria del Rosario, allgemein bekannt als I Gesuati, ist eine Kirche der Dominikaner aus dem 18. Jahrhundert im Sestiere Dorsoduro in Venedig.
Sie ist die Nachfolgekirche der früheren Jesuatenkirche Santa Maria della Visitazione.

## Geschichte

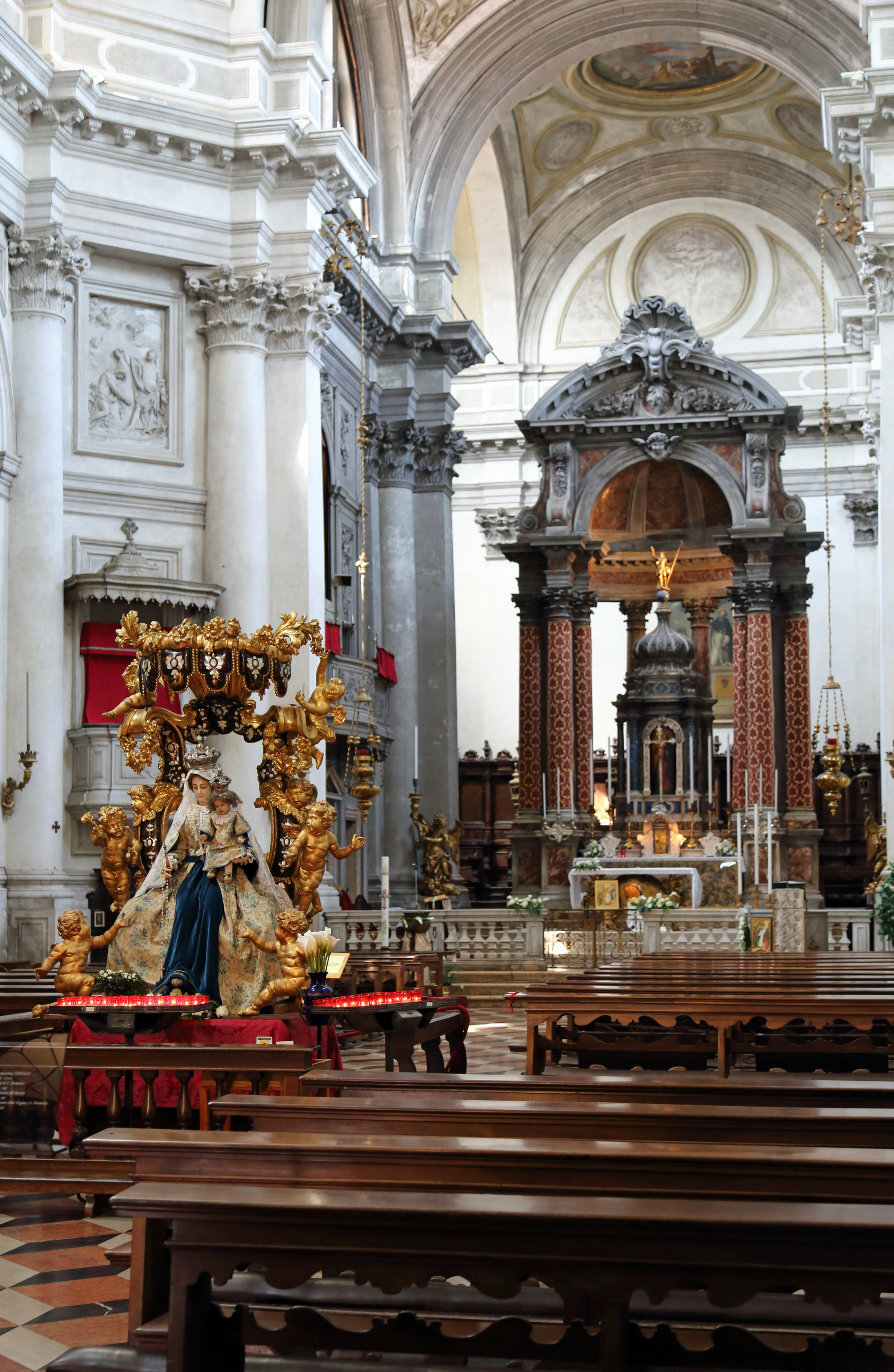
Innenraum mit Rosenkranzmadonna und Hochaltar

Die Gemeinschaft der Jesuaten oder Hieronymiten (poveri Gesuati), wurde in Siena im 14. Jahrhundert gegründet und hat mit dem Orden der Jesuiten (Gesuiti), die ihre Kirche im Norden Venedigs haben, nichts zu tun. Die Gesuati waren seit dem Ende des 14. Jahrhunderts zuerst in der Pfarrei von Santa Giustina, ab 1397 in Sant’Agnese ansässig, wo sie an den Zattere einen dem Heiligen Hieronymus geweihten Konvent mit Kreuzgang errichteten. Nachdem die Gemeinschaft 1668 durch Papst Clemens IX. aufgelöst worden war, verkaufte die Serenissima die Immobilien an den Orden der Dominikaner.
Da die zum Konvent gehörige, noch heute bestehende Frührenaissancekirche Santa Maria della Visitazione den Dominikanern nicht mehr genügte, beschlossen sie daneben eine neue Kirche zu errichten. 1716, nach dem Sieg des Prinzen Eugen von Savoyen über die Türken in der Schlacht von Peterwardein in Ungarn, nahm man das bereits nach der Schlacht von Lepanto gestiftete Rosenkranzfest endgültig in den Römischen Kalender auf. Die Dominikaner wollten mit dieser Kirche die Verehrung des Rosenkranzes fördern und den Ruhm ihres Ordens verherrlichen.
Die von Giorgio Massari vorgelegten Pläne wurden 1724 genehmigt. Die Kirche Santa Maria della Visitazione wurde in den Neubau nicht einbezogen. Bei der Fassade lehnte er sich an San Giorgio Maggiore, bei dem Innenraum an Il Redentore, also an Palladio an. Der Grundstein wurde am 17. Mai 1726 in Gegenwart des Patriarchen Marco Gradenigo gelegt. Zehn Jahre später war der Bau im Wesentlichen vollendet. Die Dominikaner sammelten energisch große Summen für den Bau, der es ihnen ermöglichte eine großartige Kirche zu bauen und diese von den ersten Malern und Bildhauern ihrer Zeit ausstatten zu lassen. Es ist zum Beispiel der großzügigen Spende der Adeligen Virginia Correr zu verdanken, dass die Fassade vollendet wurde und nicht, wie bei der Pietà, an der Riva degli Schiavoni, die aus Gründen der Stadtbildpflege erst im 20. Jahrhundert vollendet wurde.

## Fassade

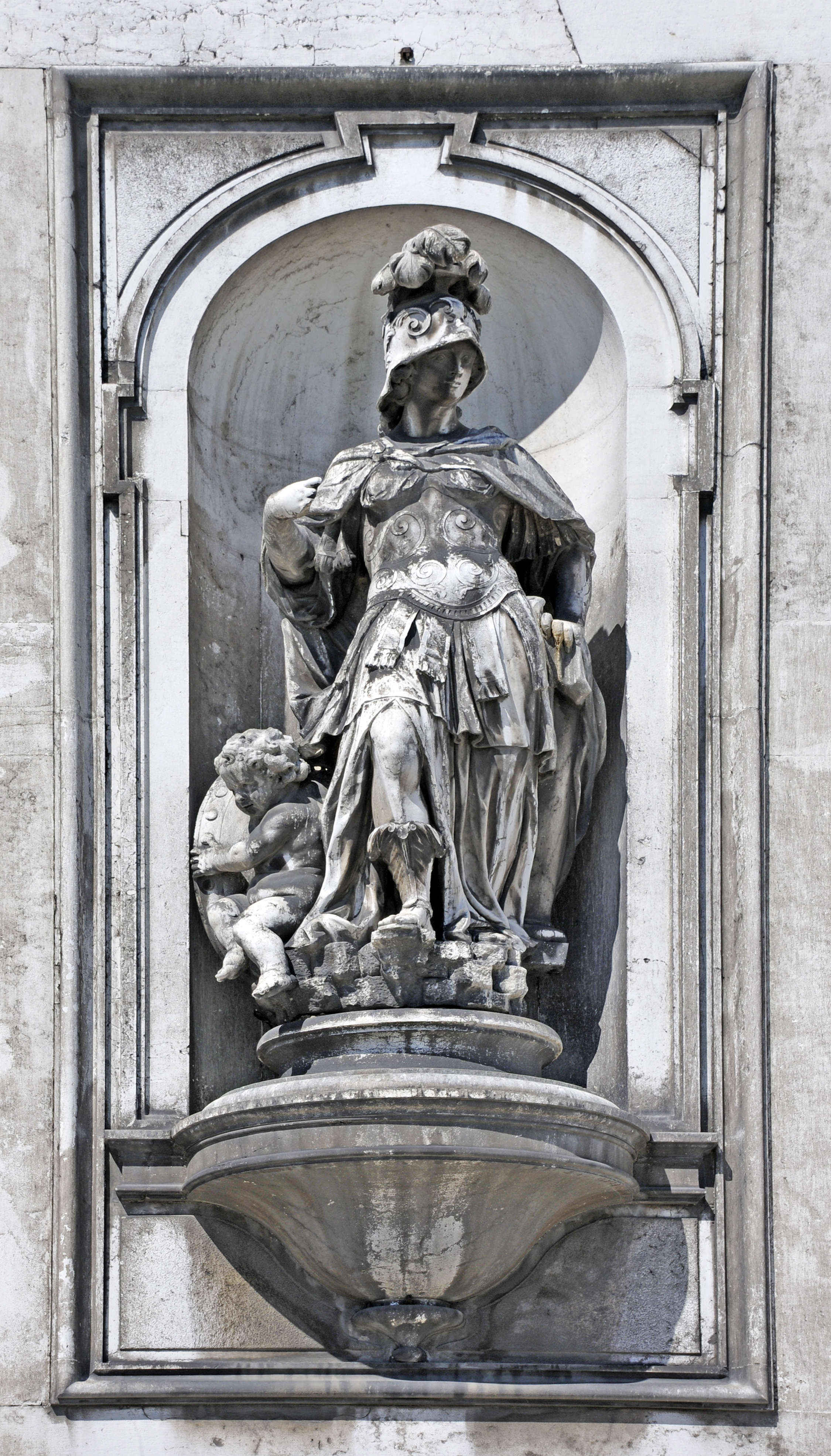
Tapferkeit

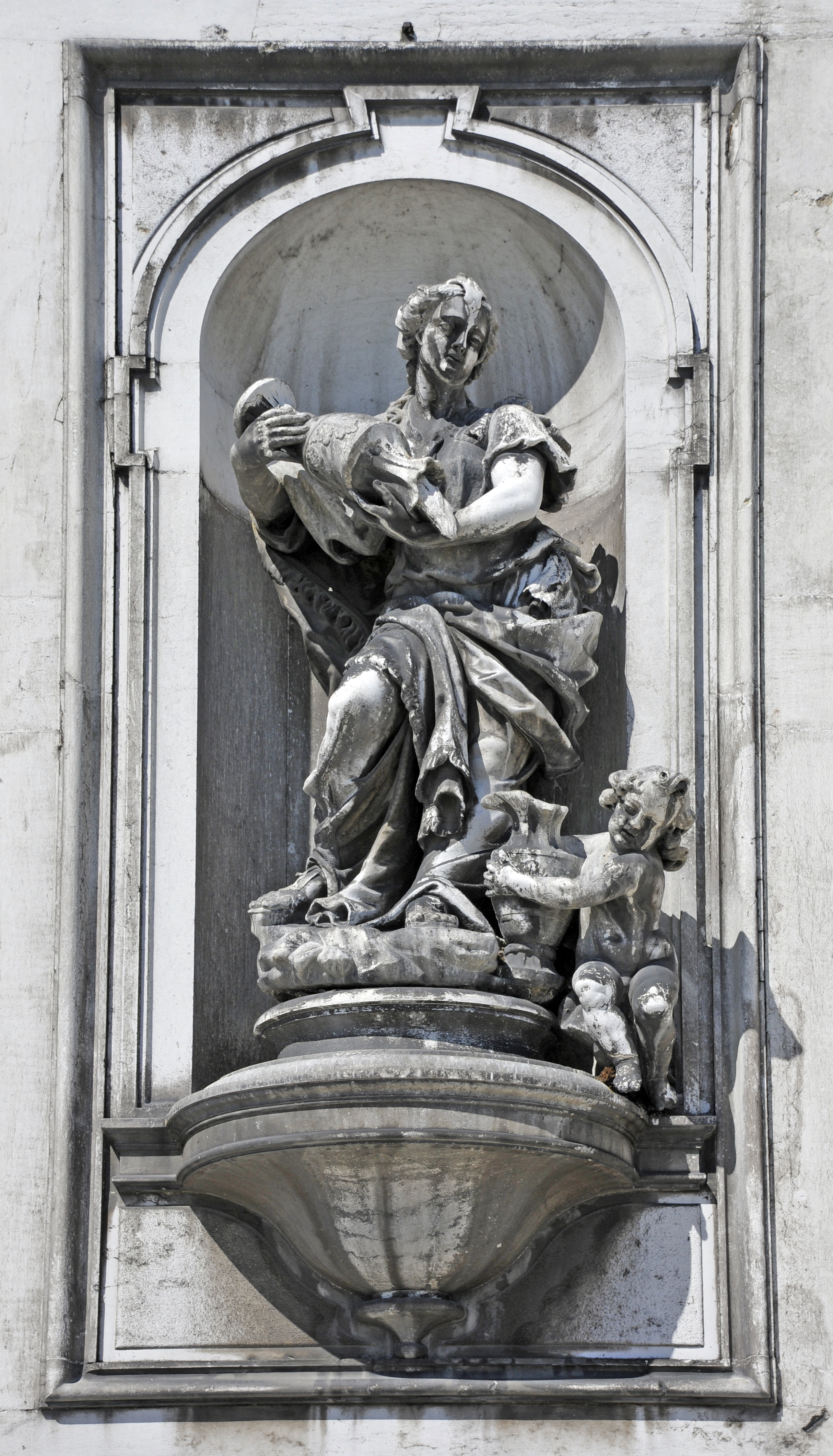
Mäßigung

Die auf Fernsicht hin konzipierte, schräg gegenüber von Palladios Pestkirche Il Redentore gelegene Schauseite mit einer durch vier kolossale korinthische Halbsäulen dreigeteilten Fassade besitzt in je zwei übereinander angeordneten großen Nischen Skulpturen der weltlichen Tugenden (Klugheit, Gerechtigkeit, Tapferkeit und Mäßigung), die von Gaetano Susali, Francesco Bonazza, Giuseppe Bernardi Torretti sowie Alvise Tagliapietra geschaffen wurden. Die Fassade aus istrischem Kalkstein wird von einem Dreieckgiebel zusammengefasst. Auch die beiden seitlich an das überrumpelte Presbyterium angebauten niedrigen Glockentürme sind auf Il Redentore bezogen.

## Innenraum

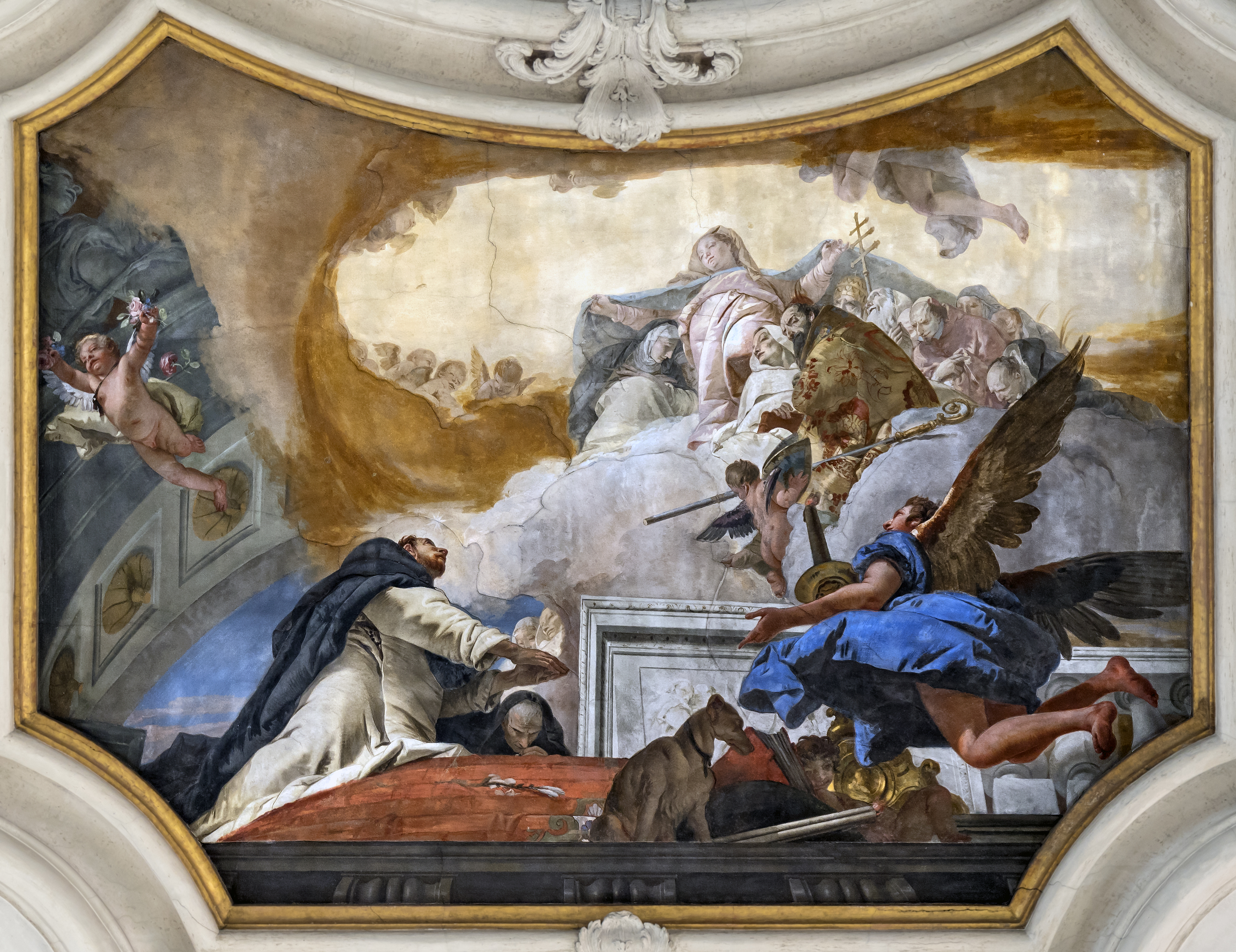
Tiepolo: Maria erscheint dem Hl. Dominikus

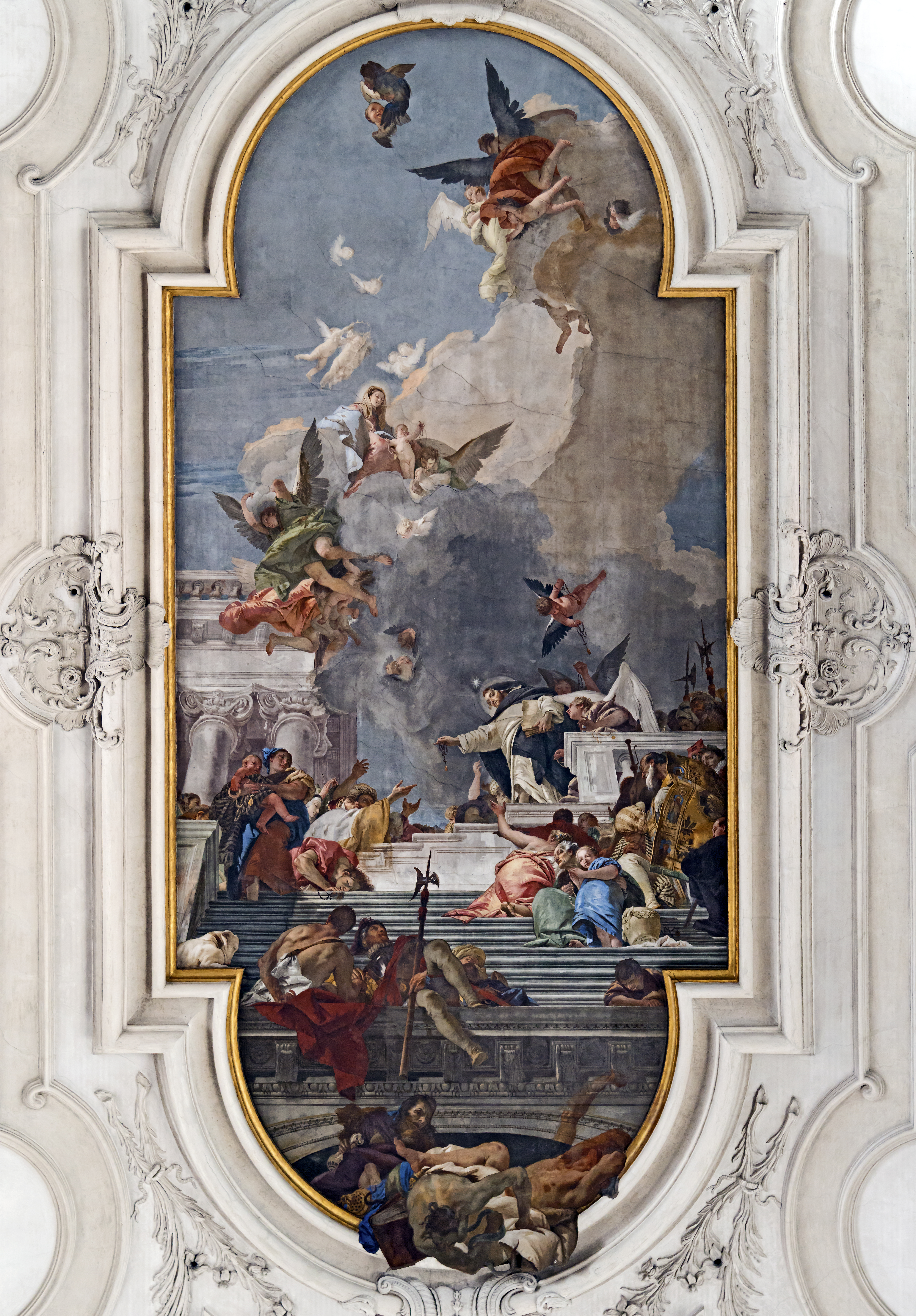
Tiepolo: Maria überreicht dem hl. Dominikus den Rosenkranz

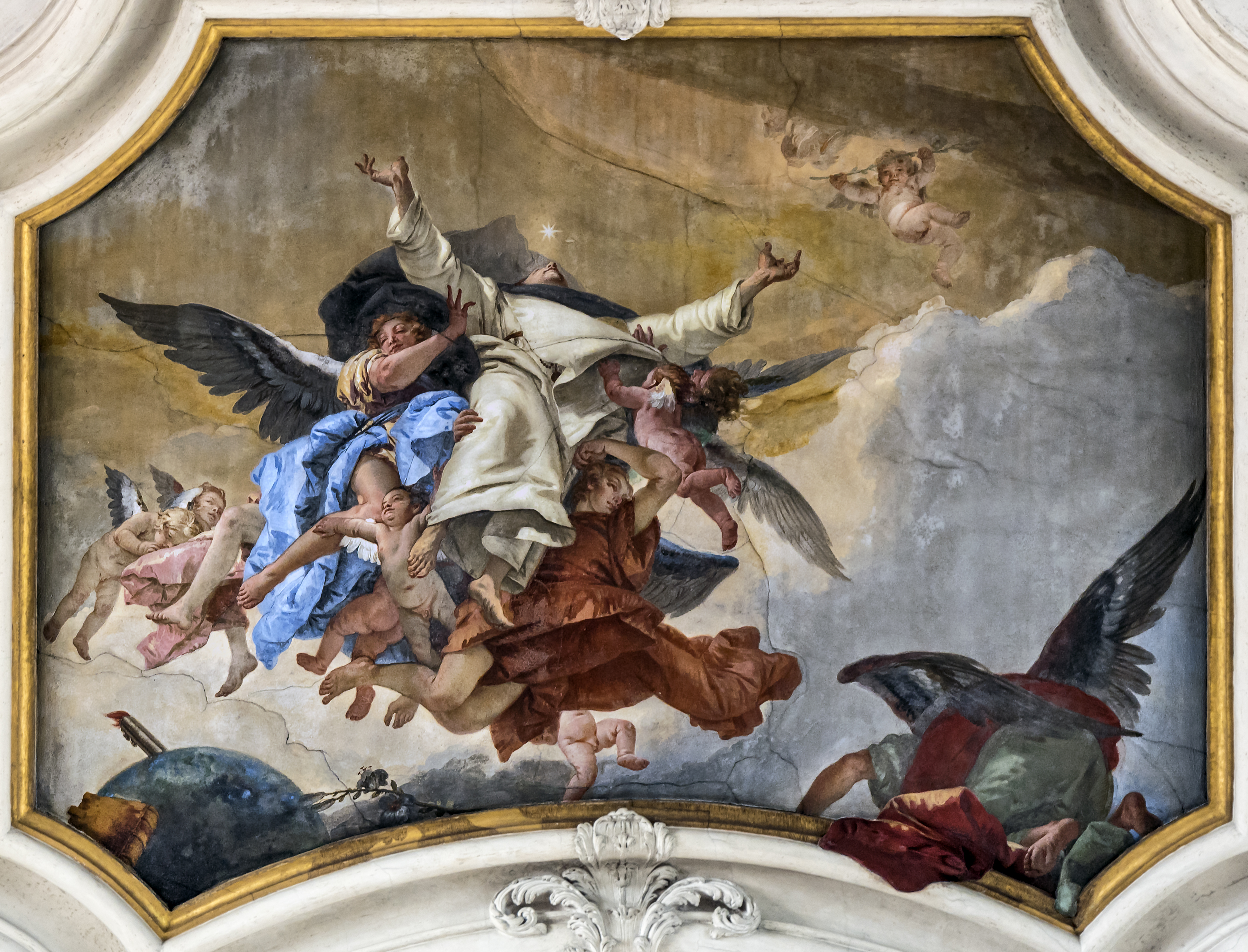
Tiepolo: Glorie des Hl. Dominikus

Der helle, einschiffige Innenraum bildet eine Ellipse, die von sechs korinthischen Halbsäulen begrenzt wird. Zwischen den Säulen befinden sich auf jeder Seite drei Kapellen.
1737–39 schuf Giovanni Battista Tiepolo das dreiteilige Deckenfresko mit
- Maria erscheint dem Hl. Dominikus
- Maria überreicht dem hl. Dominikus den Rosenkranz
- Glorie des Hl. Dominikus.

In der ersten Kapelle rechts befindet sich ein Ölgemälde von Tiepolo: Maria erscheint den Heiligen Dominikanerinnen Katharina von Siena, Rosa von Lima und Agnes von Montepulciano.
Über dem dritten Seitenaltar rechts ein Ölgemälde von Giovanni Battista Piazzetta, auf dem drei Heilige der Dominikaner dargestellt sind. Diese drei Heiligen (Luis Beltrán, Vinzenz Ferrer und Hyazinth von Polen) symbolisieren die Missionstätigkeit des Ordens.
Auf dem Altarbild von Sebastiano Ricci in der ersten Seitenkapelle links werden drei der berühmtesten Dominikaner dargestellt: Papst Pius V., Thomas von Aquin und der Heilige Petrus von Verona.
In der dritten Kapelle links finden wir eine Kreuzigung von Tintoretto. Dieses Bild stammt aus der benachbarten Kirche Santa Maria della Visitazione, war in einem sehr schlechten Zustand und wurde im 18. Jahrhundert von Ricci restauriert.
Die Skulpturen des Innenraums wurden von Giovanni Maria Morlaiter 1738 bis 1755 geschaffen. Morlaiter, dessen Familie aus dem Pustertal stammt, gilt als einer der bedeutendsten Bildhauer des Rokoko in Venedig.
Der unter der Kuppel stehende, mit reichen Marmorinkrustationen geschmückte Hochaltar im Rokokostil wird von einem von 4 Säulen getragenen Baldachin gekrönt. Das Tabernakel aus Lapislazuli gibt dem Gesamten eine prachtvolle Note.

Skulpturen des Giovanni Maria Morlaiter
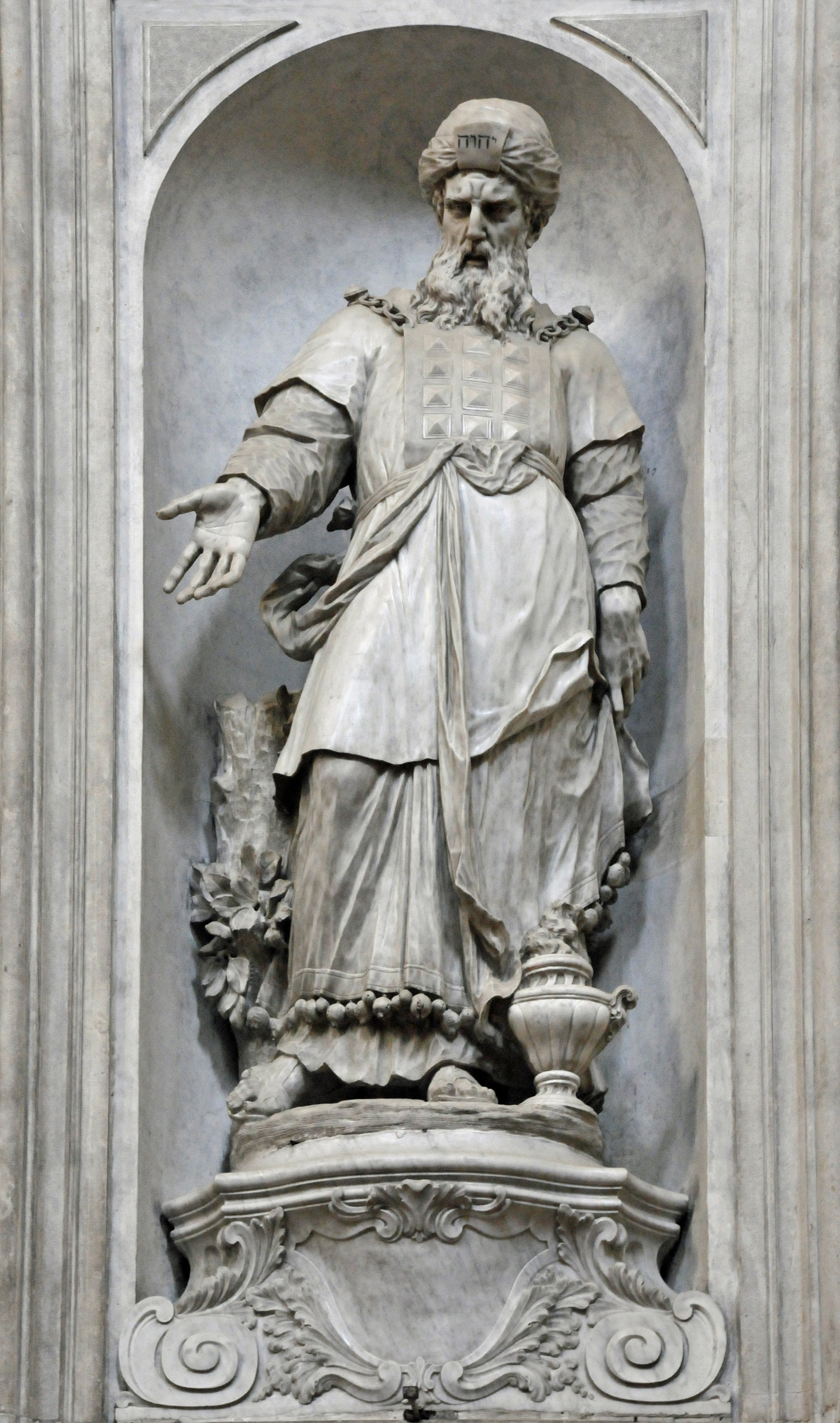
Der Prophet Aaron
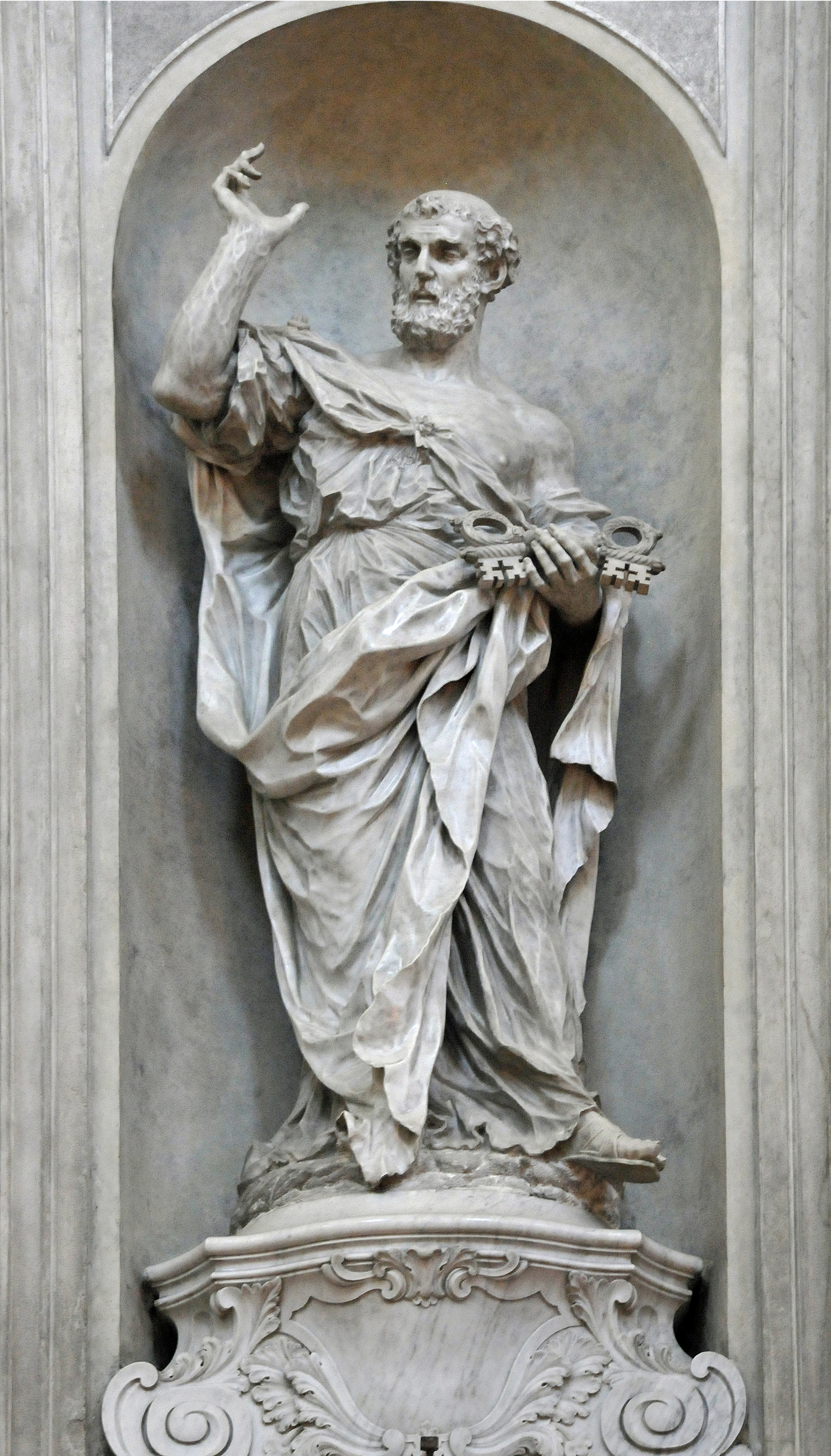
Der heilige Petrus
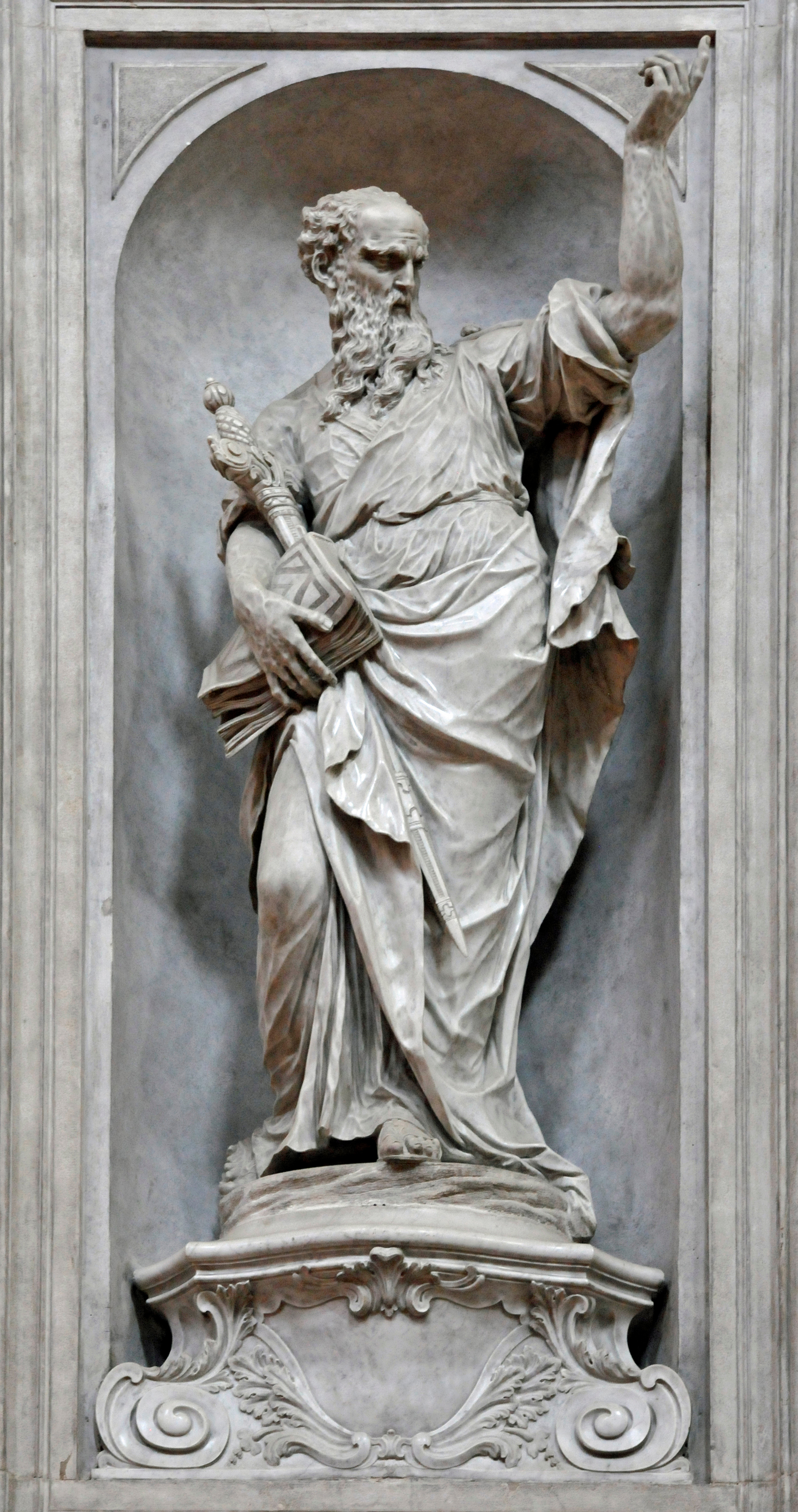
Der heilige Paulus
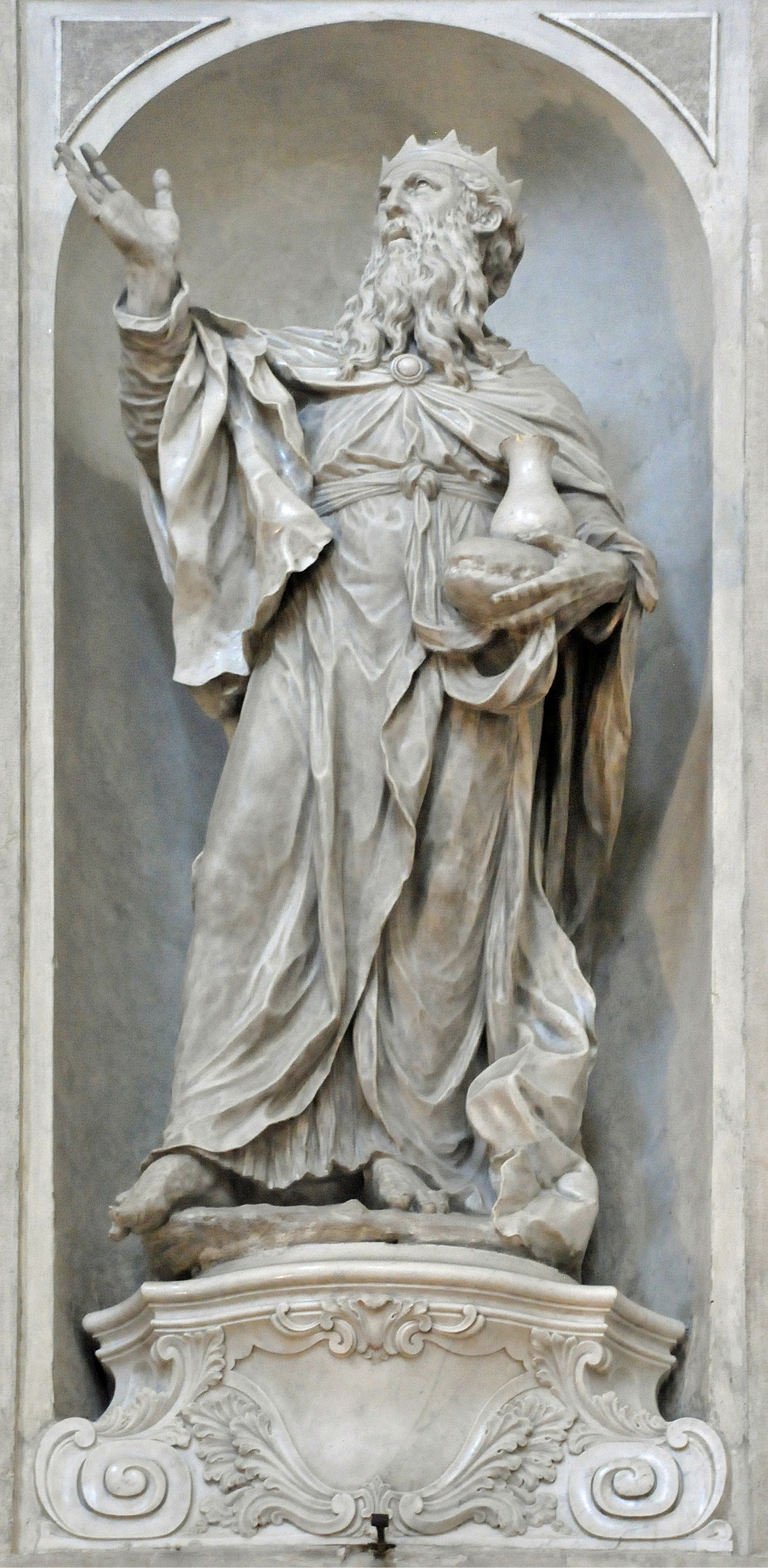
Der Prophet Melchisedech